# Maculinea crassipuncta
Maculinea crassipuncta är en fjärilsart som beskrevs av Barend J. Lempke 1936. Maculinea crassipuncta ingår i släktet Maculinea och familjen juvelvingar. Inga underarter finns listade i Catalogue of Life.